# Steward Ceus
Steward Ceus (West Haverstraw, 26 marzo 1987) è un ex calciatore statunitense naturalizzato haitiano, di ruolo portiere.

## Carriera

### Club
Ceus è stato redatto dai Colorado Rapids.
È stato ceduto in prestito al Charlotte Eagles della USL Second Division nel giugno 2009 al fine di acquisire esperienza e mantenere i livelli di fitness. Ha fatto il suo debutto per il Charlotte Eagles il 20 giugno 2009, in una partita contro i Richmond Kickers.

### Nazionale
Viene convocato per la Copa América Centenario negli Stati Uniti.

## Palmarès

### Competizioni nazionali
- Campionato NASL II: 1

San Francisco Deltas: 2017